# Koronalni luk
Sunčev koronalni luk (engl. coronal loop) stvara osnovnu strukturu donje korone i prijelaznog područja s kromosferom. Ti visoki i elegantni strukturalni lukovi su direktna posljedica uvijanja Sunčevog magnetskog polja, zbog različitih brzina rotacije slojeva Sunca. Brojnost koronalnih lukova je direktno povezana sa Sunčevim ciklusom; zato se često mogu vidjeti zajedno sa Sunčevim pjegama, u njihovom podnožju luka. Magnetski tok diže vruću plazmu gore kroz luk, ostavljajući hladniju i tamniju plazmu dolje, koja daje izgled Sunčevim pjegama. 
Koronalni lukovi mogu trajati sekundama (u slučaju pojave plamena), minutama, satima ili danima. Obično koronalni lukovi traju duže vrijeme, pa ih znamo kao stabilni ili mirni koronalni lukovi, gdje postoji ravnoteža izvora energije lukova i odvođenja.

## Fizikalna svojstva
Koronalni luk je magnetski tok koji je učvršćen na oba kraja luka, koji izlaze iz tijela Sunca i omogućuje prijenos energije iz tijela Sunca do korone. Temperature su različite duž luka. Ako koronalni luk ima temperaruru manju od 1 000 000 K, zove se hladni koronalni luk, ako ima oko 1 000 000 K zove se topli koronalni luk, a iznad 1 000 000 K zove se vrući koronalni luk.

## Položaj
Koronalni lukovi se mogu primijetiti i na aktivnim i na mirnim područjima Sunca. Aktivna područja Sunca obuhvaćaju manju površinu, ali stvaraju većinu aktivnosti, a često su izvori Sunčevih baklji i koronalnih izbačaja mase. Aktivna područja Sunca daju koroni 82 % ukupne toplinske energije. Koronalne šupljine imaju otvorene linije magnetskog polja, uglavnom su na polovima i poznate su kao izvor brzog Sunčevog vjetra. Mirno Sunce, za razliku od aktivnog područja Sunca, je manje aktivno, ali isto ima dinamičke eksplozivne događaje (svijetle točke, nanobaklje i mlazeve).  Opće je pravilo da mirno Sunce ima područja sa zatvorenim magnetskim poljem, dok aktivna područja Sunca imaju mjesta sa zatvorenim i otvorenim magnetskim poljem, gdje se dešavaju eksplozivni događaji.

## Koronalni lukovi i koronalni problem zagrijavanja
Zatvorene magnetske linije ne predstavljaju koronalne lukove, ako nisu ispunjene s plazmom. Koronalni lukovi predstavljaju manji dio zatvorenih magnetskih linija. Ipak, nerješeno fizikalno pitanje je kako plazma s fotosfere, koja ima temperature oko 6 000 K, grije koronu koja ima temperature oko 1 000 000 K?

## Vanjske poveznice
- TRACE homepage
- Solar and Heliospheric Observatory, including near-real-time images of the solar corona
- Coronal heating problem at Innovation Reports
- NASA/GSFC description of the coronal heating problem
- FAQ about coronal heating